# Homme d'État
 (juin 2020).
Si vous disposez d'ouvrages ou d'articles de référence ou si vous connaissez des sites web de qualité traitant du thème abordé ici, merci de compléter l'article en donnant les références utiles à sa vérifiabilité et en les liant à la section « Notes et références ».
Le qualificatif d'homme d'État — au féminin, femme d'État — distingue, parmi les responsables politiques d'un pays, ceux qui dirigent l'État et détiennent le pouvoir exécutif, soit le chef de l'État en titre (pour peu[réf. nécessaire] que ses fonctions ne soient pas de pure représentation à l'image de celles de beaucoup de monarques constitutionnels), le chef du gouvernement et ses ministres[réf. nécessaire]. Le terme peut également désigner les personnalités politiques ne dirigeant pas effectivement l'État, mais réputées avoir la capacité de le faire en cas d'accès au pouvoir.
Ce qualificatif peut avoir un aspect mélioratif, et viser à souligner la capacité du personnage d'État à s'élever au-dessus des divisions partisanes pour rechercher le seul bien commun, ainsi que l'acuité de sa conscience de ses propres responsabilités[réf. nécessaire]. Selon James Freeman Clarke, la différence entre le simple homme politique et l’homme d’État est que le premier cherche à gagner les prochaines élections alors que le second songe à l’intérêt des prochaines générations,,,.

## Principales caractéristiques
Selon le doctorant au département de philosophie à l’Université de Montréal Antoine Dionne Charest, il y a au moins deux choses qui caractérisent un homme d'État : la représentation et le service. En tant que représentant, l'homme d'État représente non seulement les institutions étatiques auprès des citoyens et de la société mais aussi, (puisque l'État y est habituellement attaché), la nation, soit un territoire commun, une langue et une culture commune, une histoire commune. En tant que serviteur, il sert à la fois les citoyens, la société, l'État et la nation et il fait passer le bien commun avant ses intérêts personnels.
D'après Antoine Dionne Charest, la priorité du bien commun est le premier devoir de tout homme d'État.
Pour le haut fonctionnaire Jean Serisé interrogé par le Figaro Magazine, les hommes et femmes d'État se caractérisent par plusieurs traits : ne pas s'enrichir grâce à leur situation, assimiler des faits rapidement, s'adapter aux circonstances, s'élever au-dessus des événements et creuser leur propre tombe. Sur ce dernier point, l'auteur note : « L'homme d'État prend sans y être contraint des décisions dont il sait qu'elles le conduiront à sa perte. Il leur est impossible de faire autre chose que ce qu'ils croient devoir faire », comme Charles de Gaulle avec le référendum de 1969 ou dans une moindre mesure Valéry Giscard d'Estaing avec l'avortement, le droit de vote à 18 ans ou l'impôt sur les plus-values.

## Dans l'Antiquité

### Platon
Platon, comme Socrate, est très critique à l'endroit des hommes d'État. Dans le Gorgias, il compare les hommes d'État de son époque à de mauvais cuisiniers : ils auraient « régalé les Athéniens en leur servant tout ce qui flattait leurs désirs ». La critique de Platon repose sur l'idée que « ces hommes d'État tant vantés ont été incapables d'enseigner leur propre valeur politique », et qu'en conséquence ils ne les posséderaient pas réellement.

### Aristote
Selon Aristote, « si le premier devoir de l'homme d'État est de connaître la constitution qui doit généralement passer pour la meilleure que la plupart des cités puissent recevoir, il faut avouer que le plus souvent les écrivains politiques, tout en faisant preuve d'un grand talent, se sont trompés sur les points capitaux. Il ne suffit pas d'imaginer un gouvernement parfait ; il faut surtout un gouvernement praticable, d'une application facile et commune à tous les États. »